# 로버트 인디애나
로버트 인디애나(Robert Indiana, 1928년 9월 13일 ~ 2018년 5월 19일)는 미국의 현대 미술가, 무대 미술가, 의상 디자이너, 팝 아트 작가이며 조각 작품 등으로 유명하다.

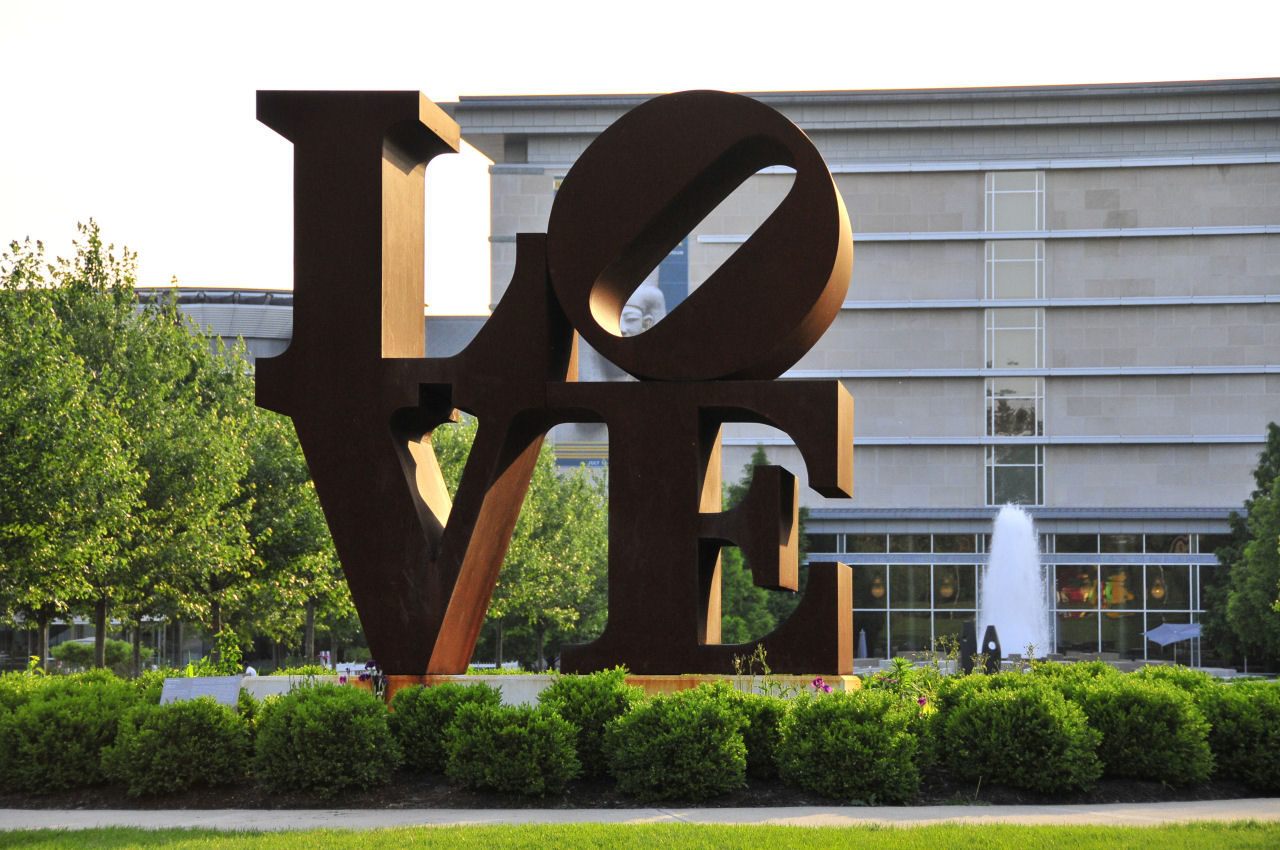
LOVE (인디애나폴리스 미술관)